# ちばむらオートキャンパーズリゾート
ちばむらオートキャンパーズリゾートは、群馬県利根郡みなかみ町にあるオートキャンプ場。本項では1973年から2018年度末まで同地にあった保養施設「高原千葉村」についても述べる。

## 概要
ちばむらオートキャンパーズリゾートは約40ヘクタールの敷地をもち、キャンプ場やロッジ、テニスコート、スキー場などがある。
同地には1973年から2018年度末まで千葉県千葉市が設置し管理・運営する保養施設「高原千葉村」があった。千葉市は2012年（平成24年）度以降、高原千葉村のあり方について検討を行った。その結果、設置後40年間を経て老朽化した施設の維持に年間2億円、修繕に10億円もの巨費を要すること、市民の価値観や生活様式の変化などを理由に、市による運営を終了することとなった。千葉市とみなかみ町との協議の結果、2,000万円で土地・建物をみなかみ町に譲渡することで合意。千葉市による運営は2018年度末（2019年3月31日）に終了し、その翌日以降閉鎖されている。2019年4月1日にみなかみ町に譲渡され、指定管理者制度のもと運営を継承する方針が決定。ノルン水上スキー場などのレジャー施設を運営する群馬スノーアライアンス株式会社によってちばむらオートキャンパーズリゾートとして整備された。
当初、2020年（令和2年）9月19日 - 11月8日のプレオープンを経て、2021年（令和3年）のゴールデンウィーク期間中の本格開業が予定されていた。しかし、新型コロナウイルスの流行により感染状況を見極めることが必要となり、プレオープンを継続しており、2021年7月以降の本格開業を目指している。

## 高原千葉村
高原千葉村（こうげんちばむら）は、群馬県利根郡みなかみ町にあったレジャー施設（保養所）。

### 施設
高原千葉村は、千葉市が「千葉市高原千葉村設置管理条例」に基づき、「豊かな自然環境における市民の余暇活動の充実及び青少年の健全な心身の育成を図り、福祉の増進に寄与する」（条例第1条より引用）ことを目的として設置したものである。1973年（昭和48年）7月、当時の新治村（現・みなかみ町）にオープン。1975年（昭和50年）に青少年自然の家が完成、1978年（昭和53年）には市民ロッジがオープンした。このほか施設内には林間キャンプ場（ログハウスおよびテントサイト）やスキー場があった。これらの施設は千葉市民以外でも利用可能であるが、千葉市民であれば料金の割り引きが設定されていることもあり、利用者の大半が千葉市民で占められていた。2019年3月31日をもって廃止した。

### 温泉
高原千葉村では温泉も湧き出ていたが、施設敷地内に雪融けの早い場所があり、試掘をしてみたところ温泉を掘り当てることに成功したもの。高原千葉村温泉として、みなかみ町内にある18か所の温泉地「みなかみ18湯」の一つにもなっていた。
泉質は含硫黄・カルシウム・硫酸塩温泉、泉温セ氏27.2度、湧出量（動力による揚湯）は毎分32リットル。湯の色は抹茶ミルクのような、緑色がかった乳白色（あくまで一例であり季節や天候によって変化する）で、ゆで卵のようなにおい（温泉臭）を放つ。効能は神経痛・筋肉痛・関節痛・冷え性・五十肩など。

### できごと
校外学習中の死亡事故
2011年（平成23年）10月、高原千葉村を訪れていた千葉市立生浜中学校の女子生徒1名（2年生）が死亡する事故が発生した。事故当時、高原千葉村周辺では校外学習としてウォークラリーが実施されており、生徒は所定のコースを外れて沢へと入り込んだ際に崖から転落。事故発生地点付近に職員を配置していなかったことや、消防署への通報が事故発生から1時間後と遅れたことなど不手際が明らかとなり、千葉市の責任が問われた。
福島第一原子力発電所事故の影響
2011年の東日本大震災に伴う福島第一原発事故による放射性物質の拡散を受け、高原千葉村においても放射線量の測定が行われた。2012年（平成24年）4月19日に千葉市が行った調査では、0.3マイクロシーベルト毎時（測定高さ1メートル）という比較的線量の高い地点の存在が確認されたため、そうした場所では表層の芝生をはがすなどの対策（除染）が講じられた。

### 高原千葉村に関連する作品
- 『やはり俺の青春ラブコメはまちがっている。』 - 渡航のライトノベル。4巻にて高校生の主人公らが当地を訪問し、林間学校で訪れていた小学生らのサポート役として奮闘した[19]（テレビアニメ7 - 8話[20][21][22]）。

## 交通アクセス

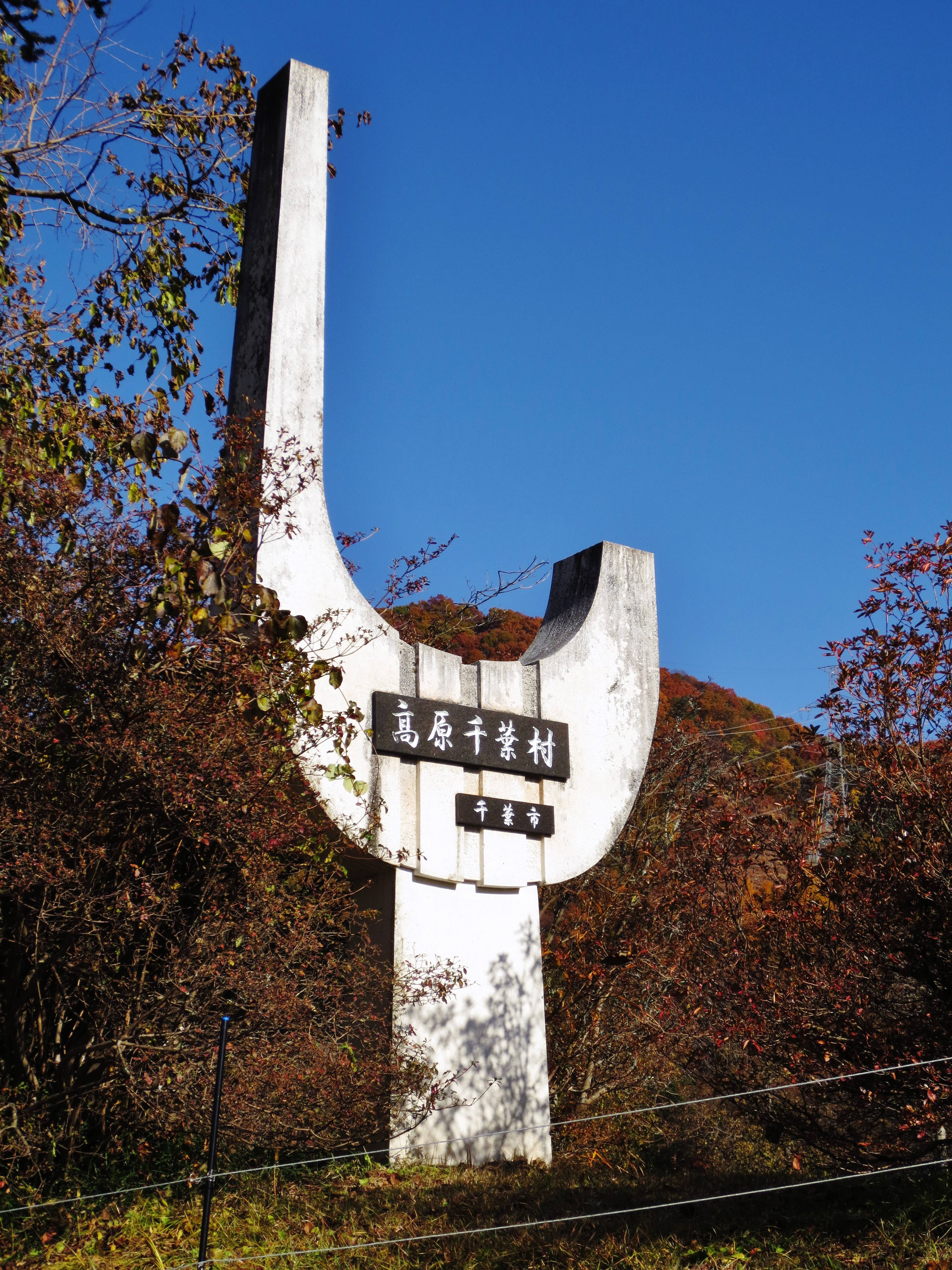
目印となるモニュメント

公共交通機関
JR上越新幹線・上毛高原駅または上越線・後閑駅から猿ヶ京行き路線バス（関越交通）に乗車、「逆桜」バス停より施設まで送迎あり。
自家用自動車
関越自動車道・月夜野インターチェンジまたは水上インターチェンジから自動車で30分間程度。
駐車場の駐車可能台数は、市民ロッジが大型バス1台・普通車16台、青少年自然の家が大型バス2台・普通車24台。
このほか、林間キャンプ場のログハウスごとに1台ずつ駐車スペースがある。